# Welterbe in Albanien
Zum Welterbe in Albanien gehören (Stand 2019) vier UNESCO-Welterbestätten, darunter zwei Stätten des Weltkulturerbes, eine Stätte des Weltnaturerbes und eine gemischte Stätte.
Albanien hat die Welterbekonvention 1989 ratifiziert, die erste Welterbestätte wurde 1992 in die Welterbeliste aufgenommen. Die bislang letzte Welterbestätte wurde 2019 eingetragen. Es handelt sich um eine Erweiterung der nordmazedonischen Welterbestätte Natur- und Kulturerbe der Ohrid-Region.

## Welterbestätten
Die folgende Tabelle listet die UNESCO-Welterbestätten in Albanien in chronologischer Reihenfolge nach dem Jahr ihrer Aufnahme in die Welterbeliste (K – Kulturerbe, N – Naturerbe, K/N – gemischt, (G) – auf der Liste des gefährdeten Welterbes).
| Bild                                          | Bezeichnung                                                                    | Jahr                 | Typ | Ref. | Beschreibung |
| --------------------------------------------- | ------------------------------------------------------------------------------ | -------------------- | --- | ---- | --- |
| (weitere Bilder)                              | Butrint (Lage)                                                                 | 1992, erweitert 1999 | K   | 570  | Butrint ist eine antike Ruinenstätte. Die ältesten Fundstücke stammen aus der Zeit zwischen dem 10. und 8. Jahrhundert v. Chr. Kalivo war eine bronzezeitliche Höhenfestung in der Nähe; diese wurde wahrscheinlich im 12. Jahrhundert v. Chr. angelegt. |
| Historische Zentren von Berat und Gjirokastra | Historische Zentren von Berat und Gjirokastra                                  | 2005, erweitert 2008 | K   | 569  | Die Stadt Gjirokastra (Lage) liegt auf einem Felsen und wurde wahrscheinlich schon im 3. Jahrhundert v. Chr. besiedelt. Berat (Lage) ist eine der ältesten Städte Albaniens. |
| (weitere Bilder)                              | Alte Buchenwälder und Buchenurwälder der Karpaten und anderer Regionen Europas | 2017                 | N   | 1133 | Transnationales Welterbe mit 17 weiteren Ländern in Europa. In Albanien gehören dazu das Naturreservat Lumi i Gashit (Lage) in den Albanischen Alpen und das Gebiet Rrajca (Lage) im Nationalpark Shebenik-Jablanica. |
| Natur- und Kulturerbe der Ohrid-Region        | Natur- und Kulturerbe der Ohrid-Region (Lage)                                  | 2019                 | K/N | 99   | Erweiterung des bestehenden Welterbes Natur- und Kulturerbe der Ohrid-Region auf der nordmazedonischen Seite des Sees um den albanischen Seeanteil wegen der ökologischen Bedeutung des Ohridsees und Resten von Pfahlbausiedlungen, um das Dorf Lin mit frühchristlicher Kirche, um einen unberührten Uferstreifen nördlich von Lin und um die Quelle von Drilon. Die Pufferzone umfasst das Becken des Sees mit Pogradec (illyrische Überreste und Altstadt) und weiteren Kultur- und Naturdenkmälern. |

## Tentativliste
In der Tentativliste sind die Stätten eingetragen, die für eine Nominierung zur Aufnahme in die Welterbeliste vorgesehen sind.
Mit Stand 2019 sind vier Stätten in der Tentativliste von Albanien eingetragen, die letzte Eintragung erfolgte 2017.
Die folgende Tabelle listet die Stätten in chronologischer Reihenfolge nach dem Jahr ihrer Aufnahme in die Tentativliste.
| Bild                       | Bezeichnung                       | Jahr | Typ | Ref. | Beschreibung |
| -------------------------- | --------------------------------- | ---- | --- | ---- | --- |
| Gräber von Selca e Poshtme | Gräber von Selca e Poshtme (Lage) | 1996 | K   | 909  | Illyrische Gräber aus dem 6. – 5. Jahrhundert v. Chr. |
| Amphitheater von Durrës    | Amphitheater von Durrës (Lage)    | 1996 | K   | 910  | Größtes Amphitheater der Balkanhalbinsel mit frühchristlicher Kapelle. Eine frühere Nominierung wurde 1991 abgelehnt. |
| Tempel in Apollonia        | Antike Stadt Apollonia (Lage)     | 2014 | K   | 5885 | Die Stadt Apollonia wurde 588 v. Chr. als dorische Kolonie von Korfu unter Beteiligung von Siedlern aus Korinth gegründet. Fast tausend Jahre war Apollonia ein wichtiges städtisches Zentrum im epirotischen Raum. Sie ist nach dem Gott Apollon benannt. |
| Festung Bashtova           | Festung Bashtova (Lage)           | 2017 | K   | 6259 | Einzige Festung aus venezianischer Zeit im Raum, die nicht auf der Basis älterer Festungsanlagen gebaut worden ist. |